# Nicolas Charbonneaux-Collombet
Pour les articles homonymes, voir Charbonneaux et Collombet.
Nicolas Charbonneaux-Collombet est un acteur québécois spécialisé dans le doublage. Il est notamment la voix régulière de Zac Efron, Ken Jeong, Ashton Kutcher, Justin Timberlake, James McAvoy, Oscar Isaac, Scott Speedman, Jackson Rathbone ainsi qu'une des voix d'Eric Christian Olsen, Adam Brody et Alex Pettyfer. Il est aussi connu pour avoir fait la voix de Dan Kuso dans Bakugan.

## Biographie
Nicolas Charbonneaux-Collombet est le fils du comédien Patrick Charbonneaux-Collombet et le petit-fils des artistes de théâtre français Roland Charbonneaux-Collombet, dit "Roland Charbaux" (1920/2016) et Liliane Mayard, dite "Liliane Ponzion" (1912/2005).

## Doublage

### Cinéma

#### Films d'animation
- 2005 : Appleseed : Tereus
- 2008 : Appleseed Ex Machina : Tereus
- 2008 : Horton entend un qui : Tommy
- 2008 : L'éléphant bleu : Khan Kluay, vieux
- 2009 : La Princesse et la Grenouille : Prince Naveen
- 2011 : Rio : Tulio
- 2012 : Le Lorax : Ted Wiggins
- 2012 : Les Pirates ! Bande de nuls : le pirate au foulard
- 2012 : Les Mondes de Ralph : Sonic le hérisson
- 2013 : Détestable moi 2 : Floyd
- 2013 : La Reine des neiges : Hans
- 2014 : Rio 2 : Tulio
- 2016 : Chantez ! : la grenouille no 2
- 2018 : Ralph brise l'Internet : Sonic le hérisson
- 2019 : La Reine des neiges 2 : Hans
- 2019 : La Famille Addams : Gomez Addams
- 2023 : Super Mario Bros. Le Film: Luigi

### Télévision

#### Téléfilms
- 2010 : Tricheurs : Tanner Cruikshank (Greyston Holt)
- 2012 : La Négotiatrice : Adam Wills (Jamie Elman)
- 2012 : À nous Manhattan : David Bailey (Aneurin Barnard)
- 2013 : L'Heure du crime : Elliot Larken (Gianpaolo Venuta)

#### Séries télévisées
- John Reardon dans :
  - Edgemont (2002-2005) : Josh Wyatt
  - Arctic Air (2012-2014) : Blake Laviolette
- 2001-2004 : Bienvenue à Paradise Falls : Michael Mansfield (Jim Thorburn)
- 2003-2005 : Radio Free Roscoe : Travis « Smog » Strong (Nathan Carter)
- 2005-2006 : Les leçons de Josh : Nick (Gianpaolo Venuta)
- 2005-2007 : La vie selon Annie : Ron Yuma (Alex Hood)
- 2005-2008 : Ma vie de star : Wally (Christopher Gaudet)
- 2005-2008 : Voisins, voisines : Fred Fochs (Haig Sutherland)
- 2006 : Whistler : A.J. Varland (Brendan Penny)
- 2007-2010 : Durham : Ray Prager Jr. (Greyston Holt)
- 2009-2010 : Buzz Mag : Michael Davies (Demetrius Joyette)
- 2010-2011 : Majeurs et mariés : Tom Bellow (Michael Seater)
- 2011 : Les vies rêvées d'Érica : Adam Fitzpatrick (Adam Fergus)
- 2011-2012 : Ma gardienne est un vampire : Benny Weir (Atticus Dean Mitchell)
- 2012 : Les piliers de la Terre : Un monde sans fin : Merthin (Tom Weston-Jones) (mini-série)
- Depuis 2013 : Heartland : Ty Borden (Graham Wardle)
- 2017-2018 : Célébrités en amour : Jordan Wilder (Keith Powers)

#### Séries d'animation
- 1999 : Escouade Toutou : Gozer
- 2001 : Sagwa : Jiet-Jiet
- 2001-2007 : Sacré Andy ! : Martin Bonwick
- 2002 : Planète Crue : Seb
- 2005 : Carl au carré : Damien
- 2006 : Le Chevalier d'Éon : Durand
- 2006 : Spider Riders : Ignéous
- 2007 : Jibber Jabber : le père
- 2007-2010 : Bakugan : Dan Kuso
- 2008 : Le Monde de Quest : Konfusion
- 2008-2011 : Les Super Mécanimaux : Rex
- 2008 : Le Monde selon Zack : Sloan
- 2010-2011 : Mon grand grand ami : Bongo
- 2010-2015 : Trois et moi : Liam Coll
- 2010-2013 : Beyblade Metal Saga : Gingka Hagane
- 2012 : L'Escouade des monstres-maths : Max
- 2013 : Camp Marécage : Sawyer
- 2016 : Frankie et les ZhuZhu Pets : Stanley Pamplemousse
- 2017 : MaXi : Xilo (voix originale)

### Jeux vidéo
- 2009 : Assassin's Creed II : Desmond Miles
- 2010 : Assassin's Creed: Brotherhood : Desmond Miles
- 2011 : Assassin's Creed: Revelations : Desmond Miles
- 2012 : Assassin's Creed III : Desmond Miles
- 2013 : Assassin's Creed IV: Black Flag : Desmond Miles